# Hoheria
Hoheria – rodzaj drzew z rodziny ślazowatych. W zależności od ujęcia obejmuje 6 lub 7 gatunków. Wszystkie one są endemitami Nowej Zelandii. Występują na skrajach lasów, w miejscach otwartych, często w pobliżu rzek i strumieni.
Drzewa te bywają uprawiane jako ozdobne w łagodnym klimacie – są wrażliwe na mróz. Szczególnie popularne są Hoheria lyallii i Hoheria populnea, ale w uprawie spotykane są i inne gatunki oraz mieszańce między nimi. Wyhodowano także odmiany uprawne. Użytkowana jest włóknista kora tych drzew do wyrobu lin, drewno wykorzystywane jest w meblarstwie, lokalnie bywają wykorzystywane także jako rośliny lecznicze.
Nazwa naukowa pochodzi od nazwy maoryskiej – „houhere”.

## Morfologia
PokrójNiewielkie drzewa, rzadko przekraczające do 10 m wysokości, czasem krzewy. Młode pędy zwykle mniej lub bardziej pokryte gwiazdkowatymi włoskami.
LiścieZimozielone lub zrzucane zimą, skrętoległe, wsparte odpadającymi przylistkami. Blaszka całobrzega, karbowana, piłkowana lub wcinana pierzasto, zwykle jajowata lub trójkątna. Zwłaszcza młode liście są zwykle głębiej wcinane.
KwiatyZebrane kwiatostany lub wyrastające pojedynczo szczytowo lub w kątach górnych liści. Kwiaty są obupłciowe, szypułkowe, pozbawione kieliszka. Działki zrośnięte u dołu tworzą kielich dzwonkowaty, zwieńczony 5 trójkątnymi ząbkami. Płatki korony białe, nieco asymetryczne, zaokrąglone lub wycięte na szczycie. Pręciki w liczbie 20–45 zrośnięte są w 5 grup, z nitkami w dole zrośniętymi w krótką kolumnę. Pylniki drobne. Zalążnia z 5–15 komór, z pojedynczymi zalążkami w każdej z komór, zwieńczona krótką szyjką z 5–15 rozgałęzieniami zakończonymi główkowatymi znamionami, czasem zbiegającymi wzdłuż szyjek.
OwoceRozłupnie rozpadające się na rozłupki odpadające od trwałej osi. Rozłupki od strony odosiowej grzbieciste lub oskrzydlone. Nasiona mniej lub bardziej spłaszczone.

## Systematyka
Pozycja systematyczna
Rodzaj z plemienia Malveae i podrodziny Malvoideae w obrębie ślazowatych Malvaceae. Jest blisko spokrewniony z innym rodzajem endemicznym dla Nowej Zelandii – Plagianthus (rośliny podobne – różnią się mniejszymi, zielonkawymi kwiatami i zalążnią powstającą z jednego owocolistka) oraz australijskimi rodzajami Asterotrichion i Gynatrix. Cała ta grupa jest siostrzana dla australijskiego rodzaju Lawrencia.
Wykaz gatunków
- Hoheria angustifolia Raoul
- Hoheria equitum Heads
- Hoheria glabrata Sprague & Summerh.
- Hoheria lyallii Hook.f.
- Hoheria populnea A.Cunn.
- Hoheria × sexangusta Allan
- Hoheria sexstylosa Colenso

W niektórych ujęciach wyróżniana w randze osobnego gatunku jest Hoheria ovata Simpson & J.S.Thomson, alternatywnie uznawana za odmianę H. sexstylosa var. ovata (G.Simpson & J.S.Thomson) Allan.